# Anna Adelaïde Abrahams
Anna Adelaïde Abrahams, (n. 16 iunie 1849, Middelburg, Zeelanda, Țările de Jos – d. 18 ianuarie 1930, Haga, Olanda de Sud, Țările de Jos) a fost o pictoriță neerlandeză care a pictat natură moartă.

## Biografie
Abrahams s-a născut la 16 iunie 1849 în Middelburg, Olanda. Instructorii lui Abrahams i-au inclus pe Jan Frederik Schütz, Rudolphina Swanida Wildrik, Maria Vos și Adriana Johanna Haanen. S-a mutat la Haga în anul 1877. Acolo a participat la Academia Regală de Artă.
Începând cu anul 1882, Abrahams și-a prezentat lucrările în expozițiile Levende Meesters (Maeștrii în viață) din Olanda. A expus în Europa la Paris, Berlin, Düsseldorf și Bruxelles. Și-a expus lucrările la Palatul de Arte Plastice la World's Columbian Exposition din anul 1893 din Chicago, Illinois.
Abrahams a fost membru al asociației de artă Ons Doel Is Schoonheid (Obiectivul nostru este frumusețea). Nu s-a căsătorit niciodată.
Abrahams a murit la Haga la 18 ianuarie 1930.

## Gallery

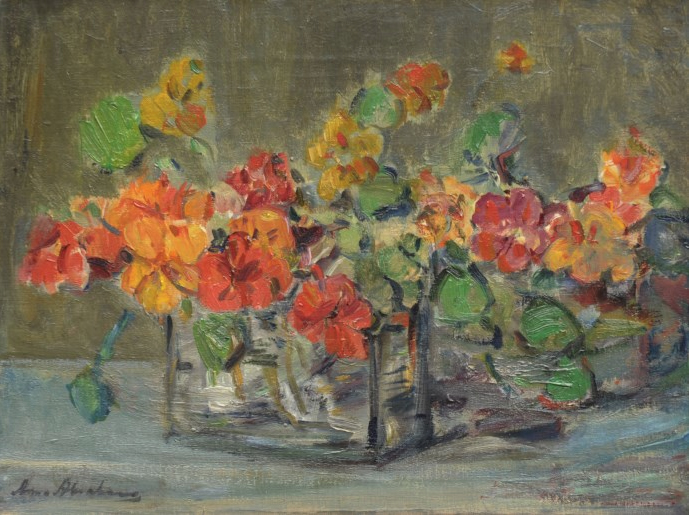
Natură moartă
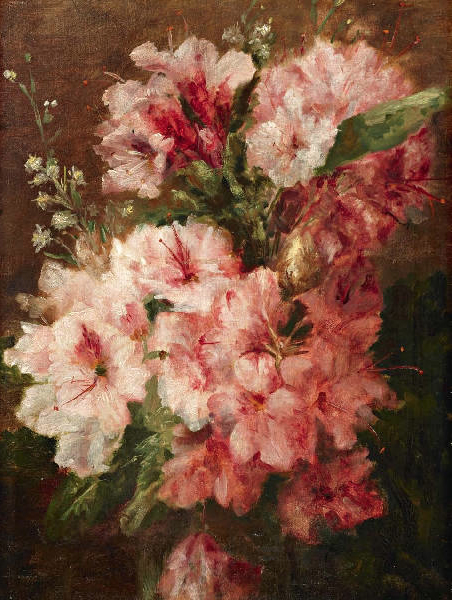
Natură moartă